# Kasnejši Džin
Kasnejši Džin, uradno Džin ali Veliki Džin, je bila kitajska vladarska dinastija v Mandžuriji pod vodstvom Džurčenov in predhodnica dinastije Čing. Džin je leta 1616 ustanovil poglavar Džjandžovskih Džurčenov Nurhaci po ponovni združitvi džurčenskih plemen.  Ime dinastije je izpeljano iz imena prejšnje dinastije Džin, ki jo je ustanovil klan Vanjan, in je vladala severni Kitajski v 12. in 13. stoletju. 
Leta 1635 se je Kasnejšemu Džinu uradno podredila dinastija Severni Juan pod vodstvom Edžej kana. Naslednje leto je Hong Tajdži svoje kraljestvo uradno preimenoval v Veliki Čing, kar je pomenilo začetek dinastije Čing. Med prehodom oblasti z dinastije Ming na dinastijo Čing je Čing osvojil Li Dzičengovo dinastijo Šun in različne južne državice Minga in  do leta 1911 zavladal imperiju, ki je obsegal vso Kitajsko do Tibeta, Mandžurijo, Mongolijo, Šjandžjang in Tajvan. Dinastija Čing je vladala do ustanovitve Republike Kitajske leta 1912. 

## Ime
Zgodovinarji še vedno  razpravljajo o tem, ali je bilo uradno kitajsko ime države Džin (金, Jīn), Kasnejši džin (後金, Hòu Jīn) ali oboje. Država se šteje za nadaljevanje ali naslednico dinastije Džin pod vodstvom Džurčenov. Mandžurska oblika imena dinastije je ᠠᡳ᠌ᠰᡳᠨ ᡤᡠᡵᡠᠨ (Aisin Gurun), kar pomeni preprosto Zlata država.

## Zgodovina
Džurčeni so tradicionalno živeli v Mandžuriji in bili kasneje razdeljeni na tri plemena. V obdobju dinastije Ming so bili najmočnejše pleme Džjandžovski Džurčeni, ki so živeli okoli gorovja Čangbaj. Da bi napadel in zatrl dinastijo Severni Juan, je cesar Hongvu poslal v Mandžurijo vojaške komisije, da bi prevzele nadzor nad tamkajšnjimi džurčenskimi plemeni. Vlada dinastije Ming je Džjandžovske Džurčene razdelila na tri veije (vojaške podenote), ki so bili kot celota znani kot Trije veji iz Džjandžova. Poveljniki veijev so bili običajno džurčenski plemenski poglavarji. 
Severni Džurčeni, imenovani Divji Džurčeni, so napadli Džjandžovske Džurčene, ubili poveljnika Džjandžovskega veija  Mengtemuja, in prisilili Džjandžovske Džurčene na preselitev proti jugu, nazadnje v okolico Hetu Ale. 

### Ustanovitev kanata
Voditelj Džjandžovskih Džurčenov Nurhaci, prvotno vazal dinastije Ming, ki se je uradno imel za varuha meje dinastije Ming in lokalnega predstavnika cesarske moči dinastije Ming, je v začetku 17. stoletja spodbujal združitev mandžurskih Džurčenov.  Organiziral je prapore, vojaško-socialne enote, ki so vsebovali džurčenske, kitajske hanske in mongolske elemente. Nurhaci je preoblikoval džurčenske klane v enotno entiteto, ki jo je leta 1635 Hong Tajdži preimenoval v Mandžu, in leta 1616 razglasil ustanovitev nove dinastije, imenovane Džin (ali Veliki Džin), ki ji je vladal kot kan. Dogodek je pomenil ustanovitev dinastije Kasnejši Džin. 

### Širitev
Z ustanovitvijo dinastije je Nurhaci zaradi favoriziranja in vmešavanja Minga v džurčenske zadeve zavzel do Minga sovražen odnos. Leta 1618 je razglasil svojih Sedem velikih zamer, s katerimi je dejansko napovedal vojno dinastiji Ming, in zasedel Fušun, Činghe in druga mesta. Smrt podgenerala dinastije Ming Džang Čengjina med bitko pri Fušunu je osupnila dvor Minga. Nurhaci  je jeseni 1618 napadel Jehe in izzval Ming, da je v ostri zimi poslal štiri ekspedicijske vojske  pod vodstvom komisarja Jang Haa oblegat Hetu Alo. V nizu zimskih bitk, kot celota znanih kot bitka pri Sarhuju, je Nurhaci razbil tri od štirih vojsk in prisilil preživele in četrto vojsko, da so se v neredu umaknili. Oblast Kasnejšega Džina se je razširila čez celoten vzhodni del Liaojanga. 
Premestitev Nurhacijevega dvora iz Džjangdžova na Liaodong mu je omogočila dostop do več virov in ga pripeljala v tesen stik z Mongoli na ravnicah Mongolije. Četudi se je nekoč združen mongolski narod do takrat že zdavnaj razdrobil na posamezna in sovražna plemena, so mongolska plemena  še vedno predstavljajo resno grožnjo za meje Minga. Nurhacijeva politika do Mongolov je bila iskanje njihovega prijateljstva in sodelovanja proti Mingom, s čimer je hkrati zavaroval svojo zahodno mejo pred močnim mogočim sovražnikom.
Neprekinjen niz Nurhacijevih vojaških uspehov se je končal januarja 1626, ko ga je med obleganjem Ningjuana sredi mrzle zime porazil Juan Čonghuan. Nekaj mesecev pozneje je umrl. Nasledil ga je njegov osmi sin Hong Tajdžiji, ki  je po kratkem političnem boju z drugimi kandidati zavladal kot kan. 
Čeprav je bil Hong Tajdži izkušen vodja in poveljnik dveh praporov, se njegova vladavina na vojaški fronti ni dobro začela. Džurčeni so leta 1627 doživeli še en poraz v bitkah z Juan Čonghuanom. Poraz je bil delno posledica topov, ki jih je pred tem dobil Ming. Hong Tajdži je leta 1634 iz vojakov Hanov ustanovil lastno topniško enoto, ki je s pomočjo prebeglih kitajskih metalurgov sama ulivala topove.  
Eden od odločilnih dogodkov Hong Tajdžijeve vladavine je bila uradna uvedba imena Mandžuri za združena džurčenska plemena  novembra 1635. Leta 1635 so bili mongolski zavezniki Mandžurov kot samostojni prapori v celoti  vključeni v mandžursko vojsko in pod neposrednim mandžurskim poveljstvom. Hong Tajdži in Ligdan kan sta osvojila ozemlje Minga severno od Šanghajskega prelaza in Notranjo Mongolijo. 
Aprila 1636 so mongolsko plemstvo Notranje Mongolije, mandžursko plemstvo in hanski mandarini na kurultaju v Šenjangu  priporočili kanu, naj se razglasi za cesarja Velikega Činga. Edžej kan naj bi Hong Tajdžiju izročil enega od cesarskih pečatov dinastije Juan iz žada  in Hong Tajdži je svojo državo Džin preimenoval v Veliki Čing. S tem je pokazal, da njegove ambicije presegajo zgolj združitev mandžurskih plemen.

### Posledice
Temu je leta 1637 sledilo ustvarjanje prvih dveh praporjev Hanov. Njihovo število se je do leta 1642 povečalo na osem. Vojaške reforme so omogočile Hong Tajdžiju, da je odmevno premagal sile Minga v nizu bitk od leta 1640 do 1642 na ozemlju Songšana in Džindžova. Zadnja zmaga je privedla do predaje številnih v bitkah najbolj prekaljenih vojakov dinastije Ming, smrti generala Juan Čonghuana na ukaz cesarja Čongdžena zaradi domnevne izdaje ter popolnega in trajnega umika preostalih sil Minga z ozemlja  severno od Velikega zidu. 
Hong Tajdži je septembra 1643 nenadoma umrl brez imenovanega dediča. Za cesarja Šundžija je bil postavljen njegov petletni sin Fulin. Za njegovega regenta in de facto vodjo dinastije Čing je bil imenovan Tajdžijev polbrat Dorgon. 
Leta 1644 so sile dinastije Šun, ki jih je vodil Li Dzičeng, zavzele prestolnico Minga Peking. Čing je kmalu premagal in uničil Li Dzičengovo vojsko. General Minga Vu Sangui se je sprva nameraval pridružiti Li Dzičengovi vojski, potem pa se je premislil in sklenil zavezništvo s Čingom in odprl Šanghajski prelaz mandžurskim vojskam pod Dorgonovim poveljstvom. Mandžuri so kmalu zatem zasedli Peking. Cesarska družina se je umaknila na jug in tam vladala kot Južni Ming. Do leta 1683 je Čing zasedel vse njihovo ozemlje.

## Galerija
- Konjenica Kasnejšega Džina v bitki pri Sarhuju napada pehoto dinastije Ming
- Uredni Nurhacijev portret
- Uradni Hong Tajdžijev portret
- Dorgon, princ Rui